# 970

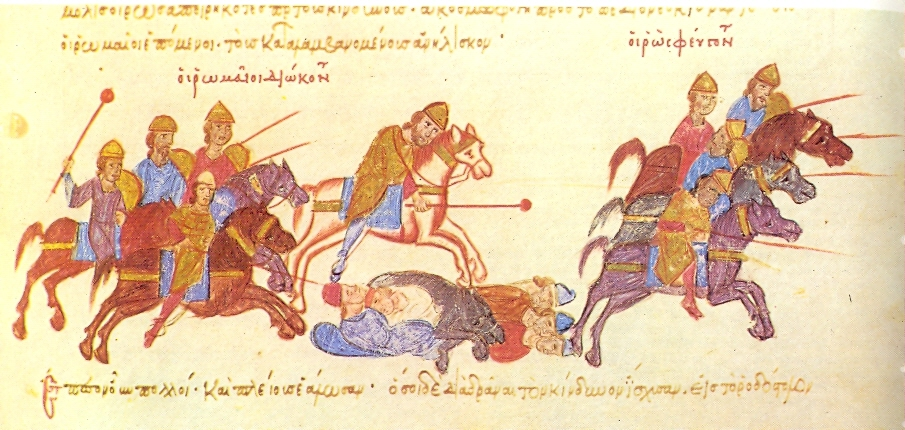
Byzantijnse ruiters (links) achtervolgen de Kievs-Bulgaarse indringers bij Arcadiopolis.

Het jaar 970 is het 70e jaar in de 10e eeuw volgens de christelijke jaartelling.

## Gebeurtenissen

### Byzantijnse Rijk
- Voorjaar - Slag bij Arcadiopolis: Keizer Johannes I (Tzimiskes) stuurt een elitetroepenmacht (ongeveer 12.000 man) om de Kievse legerhorden tegen te houden. De Byzantijnen verslaan de Kievs-Bulgaarse indringers bij Arcadiopolis (huidige Turkije). De strijd verandert in een complete nederlaag, waarbij duizenden vallen. Grootvorst Svjatoslav I wordt uit Thracië verdreven en trekt zich met de restanten van zijn legerhorden terug naar de vestingstad Silistra (of Drastar).[1]
- Zomer - Bardas Phokas ("de Jongere") en zijn familie komen in opstand tegen hun eigen neef, Johannes I (Tzimiskes). Bardas wordt door zijn troepen in Caesarea tot keizer uitgeroepen, maar de opstand wordt spoedig onderdrukt. Bardas en zijn familieleden worden door Johannes gevangengenomen en verbannen naar het eiland Chios (Egeïsche Zee).[2]

### Europa
- Voorjaar - Boris II, heerser (tsaar) van het Bulgaarse Rijk, sluit een alliantie met zijn voormalige vijand, grootvorst Svjatoslav I. Een Kievs expeditieleger (ongeveer 30.000 man) wordt samen met Bulgaarse hulptroepen en Petsjenegische huurlingen zuidwaarts gestuurd over het Balkangebergte. Nadat ze de Bulgaarse vestingstad Philippopolis hebben geplunderd, omzeilen ze de zwaar verdedigde Byzantijnse stad Adrianopel en rukken op richting Constantinopel.[3]
- Zomer - Keizer Otto I ("de Grote") ontmoet Johannes I (Tzimiskes) in Bari en aanvaardt een permanent vredesakkoord. Pandulf I ("IJzerenhoofd") wordt vrijgelaten uit gevangenschap in Constantinopel (zie 969).[4]
- Erik VI ("de Overwinnaar") wordt in de historische chronologie als de eerste koning van Zweden beschouwd. Hij regeert over de gebieden van Svealand, Östergötland en Västergötland.[5]
- Ferdinand González, graaf van Castilië, overlijdt na een regeerperiode van ruim 40 jaar en wordt opgevolgd door zijn zoon García I ("met de Witte Handen").

### Religie
- Eerste schriftelijke vermelding van het landgoed Bingerden (of Bingart) in de provincie Gelderland.

## Geboren
- Heribert van Keulen, Duits aartsbisschop (overleden 1021)
- Sergius IV, paus van de Katholieke Kerk (overleden 1012)
- Sitt al-Mulk, Fatimidisch prinses en regent (overleden 1023)
- Xu Daoning, Chinees landschapschilder (overleden 1052)

## Overleden
- 30 januari - Peter I, heerser van Bulgarije (r. 927 - 969)
- 20 februari - García I, koning van Navarra (r. 931 - 970)
- 15 juni - Adalbert, bisschop van Passau (r. 946 - 970)
- Ferdinand González, graaf van Castilië (r. 915 - 970)
- Polyeuctus, patriarch van Constantinopel (r. 956 - 970)